# Buéa
Buéa (uitspraak 'Boya') is de provinciehoofdstad van de provincie Sud-Ouest in Kameroen. Buéa is vooral bekend omdat het bijna onvermijdelijk is voor beklimmingen van de Mount Cameroon.
De stad was in de Duitse koloniale tijd (1901-1909) hoofdstad van Duits Kameroen. Na de Eerste Wereldoorlog was het de hoofdstad van de zuidelijke provincie van Brits Kameroen tot de onafhankelijkheid in 1961 van de Republiek van Kameroen.
De spreektaal in Buéa is Pidgin, verbasterd Engels, dit in tegenstelling tot het grootste gedeelte van Kameroen waar Frans wordt gesproken. Er wonen ongeveer 100.000 mensen, hoewel de meeste schattingen flink afwijken (tussen 60.000 en 150.000). In de stad staat de Universiteit van Buéa, de enige Engelstalige universiteit in Kameroen. De inwoners van Buéa zijn voornamelijk Bakweri, hoewel door de aanwezigheid van de universiteit er vele etnische groepen zijn vertegenwoordigd. Ter indicatie: in heel Kameroen zijn er rond de honderdvijftig verschillende etnische groepen.
Het weer in Buéa is aanzienlijk milder dan in de rest van het land. Door de ligging aan de voet van Mount Cameroon op 1000 meter hoogte regent het er vaak en is het vaak mistig. De gemiddelde temperatuur ligt er rond 23 graden Celsius met maxima tot 40 graden (februari) en minima tot 15 graden (augustus).
Buéa is sinds 1950 de zetel van een rooms-katholiek bisdom.

## Geboren
- Florence Arrey (1948), rechter